# Diocèse de Leiria-Fátima
Le diocèse de Leiria-Fátima  (en latin :  Dioecesis Leiriensis-Fatimensis ) est une circonscription de l'Église catholique du Portugal, suffragant du patriarcat de Lisbonne. Son siège est la cathédrale Notre-Dame de l'Immaculée-Conception de Leiria.

## Historique
Le diocèse de Leiria est érigé le 22 mai 1545 par le pape Paul III à partir de territoires séparés du diocèse de Coimbra. En 1585 et en 1614, il annexe des zones enlevées à l'archidiocèse de Lisbonne.
De 1640 à 1669, le diocèse est considéré comme vacant lors de l’occupation du Portugal par les Espagnols. Les évêques alors nommés par Philippe IV (Diogo de Sousa puis, en 1648, Jerónimo de Mascarenhas), ne sont pas reconnus par le Vatican.
Le 30 septembre 1881, le diocèse de Leiria est supprimé lors de la réorganisation des circonscriptions de l'Église du Portugal faite par le pape Léon XIII : le diocèse de Coimbra et le patriarcat de Lisbonne se partagent son territoire.
Du 13 mai au 13 octobre 1917 ont lieu les apparitions mariales de Fátima. Le 5 décembre suivant, un coup d'État amène au pouvoir un gouvernement de droite monarchiste et catholique. Il remet en cause la politique anticléricale de la Ire République. Le 17 janvier 1918, le diocèse de Leiria est rétabli par le pape Benoît XV. Fátima devient peu à peu un site de pèlerinage (le pape Pie XI le reconnaît le 13 Octobre 1930).
Le 25 mars 1957, le diocèse de Leiria s’agrandit d’un territoire pris au patriarcat de Lisbonne. Le 3 décembre 1962, Jean XXIII fait de Notre-Dame de Fátima la patronne du diocèse. Le 13 mai 1984, le pape Jean-Paul II change le nom du diocèse qui sera désormais celui de Leiria-Fátima (sans co-cathédrale).
Le diocèse accueille plusieurs visites papales : celles de Paul VI en 1967, de Jean-Paul II en 1982, 1991 et 2000, de Benoît XVI en 2010, et de François en mai 2017.

## Les évêques de Leiria (1545-1984) et de Leiria-Fátima (depuis 1984)
- Brás de Barros : 22 mai 1545 - 20 juillet 1556 (démission)
- Sancho de Noronha : élu en 1556 (décédé)
- Gaspar do Casal : 20 décembre 1557 - 27 novembre 1579) (déplacé)
- António Pinheiro : 27 novembre 1579 - 30 octobre 1582 (décédé)
- Pedro de Castilho : 3 juin 1583 - 1604 (démission)
- Martim Afonso Mexia (de Tovar) : 24 novembre 1604 – 1er juin 1615 (déplacé)
- António de Santa Maria : 8 février 1616 - 10 mai 1623 (décédé)
- Francisco de Menezes : 18 août 1625 - 5 juillet 1627 (déplacé)
- Dinis de Melo et Castro : 9 août 1627 - 14 mai 1636 (déplacé)
- Pedro Barbosa de Eça : 9 Juin 1636 - 3 décembre 1640 (décédé) 
  - Sede vacante (1640-1669)
- Pedro Vieira da Silva : 17 juin 1669 - 12 septembre 1676 (décédé)
- Domingos de Gusmão : 8 novembre 1677 - 6 juin 1678 (déplacé) 
  - Sede vacante (1677-1681)
- José de Lencastre : 2 juin 1681 - 19 juillet 1694 (démission)
- Álvaro de Abranches et Noronha : 19 juillet 1694 - 8 avril 1746 (décédé)
- João Cosme da Cunha : 8 avril 1746 - 24 mars 1760 (déplacé)
- Miguel de Bulhões e Souza : 24 mars 1760 - 14 septembre 1779 (décédé)
- António Bonifácio Coelho : élu en 1779 - 20 mars 1780 (décédé)
- Lourenço de Lencastro : 18 septembre 1780 - 4 mars 1790 (décédé)
- Manuel de Aguiar : 21 juin 1790 - 19 mars 1815 (décédé)
- João Inácio da Fonseca Manso : 23 août 1819 - 11 juin 1834 (décédé) 
  - Sede vacante (1834-1843)
- Guilherme Henriques de Carvalho : 3 avril 1843 - 24 novembre 1845 (déplacé)
- Manuel José da Costa : 24 Janvier 1846 - 16 juin 1851 (décédé)
- Joaquim Ferraz Pereira : 10 Mars 1853 - 27 février 1873 (décédé) 
  - Sede vacante (1873-1881)
  - Evêché supprimé (1881-1918)
- José Alves Correia da Silva : 15 mai 1920 - 4 décembre 1957 (décédé)
- João Pereira Venâncio : 13 septembre 1958 – 1er juillet 1972 (démission)
- Alberto do Amaral : 1er juillet 1972 - 2 février 1993 (retraite)
- Serafim de Sousa Ferreira e Silva : 2 février 1993 - 22 avril 2006 (retraite)
- cardinal Antonio dos Santos Marto : 22 avril 2006 - 28 janvier 2022 (retraite)
- José Ornelas Carvalho : depuis le 28 janvier 2022